# From the Jungles of Paraguay
From the Jungles of Paraguay es un álbum del guitarrista clásico australiano John Williams que interpreta obras del compositor paraguayo Agustín Barrios. Fue publicado en 1995.

## Lista de obras
- 01. Vals No. 3 [04.12]
- 02. Prelude in C minor [02.13]
- 03. Cueca [03.29]
- 04. Maxixe [02.42]
- 05. La catedral [06.57]
- 06. Julia Florida (Barcarola) [04.29]
- 07. Vals No. 4 [04.20]
- 08. Una limosna por el amor de Dios (La última canción) [03.27]
- 09. Mazurka appassionata [05.08]
- 10. Las abejas [02.18]
- 11. Medallón antiguo [03.21]
- 12. Choro de saudade [04.49]
- 13. Aire de zamba [02.46]
- 14. Aconquija [04.16]
- 15. Prelude in G minor [02.49]
- 16. Sueño en la floresta [06.42]
- 17. Villancico de Navidad [03.17]